# 김병수 (가수)
김병수(1983년 ~)는 대한민국의 가수다. 2007년 투로맨스 디지털 싱글 앨범 [Tears]로 데뷔했다.

## 방송
- 히든싱어 1 (2013) - 김종국편 준우승, 왕중왕전 14위

## 음반
- 별이 되어 빛나리 OST Part.6 (2015)

### 투로맨스
- Tears (2007)
- Goodbye To Romance (2007)
- For The Romantist (2008)
- 하얀기억 (2008)
- 후애 (2009)
- 어머님은 내 며느리 OST Part.19 (2015)
- 세월호 추모곡 : 대답없는 이름이여 (2016)

### Silent Duval
- 작살 (2015)

### 트리니티
- Remember (2020)

## 공연
- 찾아가는 평화콘서트 in 알펜시아 - 평창 (2019)